# Cubohemioctaedro
En la geometría, el cubohemioctaedro es un poliedro uniforme no convexo, indexado como U15. Tiene 10 caras (6 cuadrados y 4 hexágonos regulares), 24 aristas y 12 vértices. Su figura de vértice es un cuadrilátero cruzado. 
Se le da el símbolo de Wythoff 4⁄3 4 | 3, aunque este es una doble cobertura de esta figura. 
Un poliedro no convexo tiene caras que se interescan que no representan aristas o caras nuevas. En la imagen, los vértices están marcados por esferas doradas y las aristas por cilindros plateados. 
Es un hemipoliedro con 4 caras hexagonales que pasan por el centro del modelo. Los hexágonos se cruzan entre sí, por lo que solo se ven porciones triangulares de cada uno. 

## Poliedros relacionados
Comparte la disposición de vértices y la disposición de bordes con el cuboctaedro (que tiene las caras cuadradas en común) y con el octahemioctaedro (que tiene las caras hexagonales en común). 
| Cuboctaedro | Cubohemioctaedro | Octahemioctaedro |

### Teselación tetrahexagonal
El cubohemioctaedro puede verse como un desarrollo en la teselación tetrahexagonal hiperbólica con figura de vértice 4.6.4.6. 

### Hexahemioctacrono
El hexahemioctacrono es el dual del cubohemioctaedro, y es uno de los nueve hemipoliedros duales. Es visualmente idéntico al octahemioctacrono. 
Dado que el cubohemioctaedro tiene cuatro caras hexagonales que pasan por el centro del modelo, su dual es degenerado y puede considerarse como si tuviera cuatro vértices al infinito. 
En Dual Models de Magnus Wenninger, los hemipoliedros duales están representados con prismas infinitos cruzados que pasan por el centro del modelo, cortados en un cierto punto que le sea conveniente al fabricante.